# Durgapur, Rajshahi
Durgapur är ett underdistrikt i Bangladesh. Det ligger i den västra delen av landet, 190 km väster om huvudstaden Dhaka.
Trakten runt Durgapur består till största delen av jordbruksmark. Runt Durgapur är det mycket tätbefolkat, med 1 221 invånare per kvadratkilometer.